# CONFINTEA
Die Internationale Konferenz zur Erwachsenenbildung (CONFINTEA; [kɔnfɪntea]; die Abkürzung stammt aus dem Französischen „Conférence Internationale sur l’Education des Adultes“) ist eine internationale/zwischenstaatliche Konferenz zum Thema Erwachsenenbildung. Sie wird durch die UNESCO im Abstand von zwölf bis dreizehn Jahren organisiert.
Die Konferenz bietet die Plattform für die UNESCO-Mitgliedsländer, um die weltweiten Entwicklungen im Bereich der Erwachsenenbildung aufzuzeigen und Leitlinien für ihre weitere Förderung zu erarbeiten. Die Teilnehmer sind Vertreter der UNESCO-Mitgliedsstaaten, Zwischenstaatliche Organisationen und Nichtregierungsorganisationen sowie aus der Zivilgesellschaft, Forschungsinstitutionen und dem privaten Sektor.

## Geschichte
Die Reihe dieser internationalen Konferenzen wird seit den späten 1940er Jahren durch die UNESCO organisiert:
- I. Helsingør (Dänemark) – 1949
- II. Montreal (Kanada) – 1960
- III. Tokio (Japan) – 1972
- IV. Paris (Frankreich) – 1985
- V. Hamburg (Deutschland) – 1997
- VI. Belém (Brasilien) – 2009
- VI. Halbzeitkonferenz Suwon-Osan (Korea) – 2017
- VII Marrakech (Marokko) – 2022

## CONFINTEA V (Hamburg, Deutschland – 1997)
Die Konferenz fand vom 14. bis 18. Juli 1997 statt.
Motto: „Adult Learning: A Key for the Twenty-First Century“ („Erwachsenenbildung: Ein Schlüssel zum einundzwanzigsten Jahrhundert“).
Auf der CONFINTEA V, die vom UNESCO-Institut für Pädagogik organisiert wurde, verabschiedeten 1500 Delegierte aus 160 Ländern zwei grundlegende Dokumente: die „Hamburger Deklaration zum Lernen im Erwachsenenalter“ und die „Agenda für die Zukunft des Lernens im Erwachsenenalter“ (Agenda for the Future). Beide Dokumente gelten als wegweisend im Bereich der Erwachsenenbildung. Insbesondere wird auf den hohen Stellenwert der Erwachsenenbildung und der non-formellen Bildung im Rahmen des lebenslangen Lernens hingewiesen, welches seinerseits ein zentrales Werkzeug ist, um die Herausforderungen des 21. Jahrhunderts in Bezug auf Demokratie, Frieden, Menschenrechte, Konfliktlösung sowie ökonomische und ökologische Zukunftsfähigkeit zu bewältigen.
Ein Ergebnis der Konferenz ist das ALADIN-Netzwerk (Adult Learning Documentation and Information Network), das die Kooperation und Kommunikation internationaler Dokumentationsstellen zur Erwachsenenbildung fördert.

## CONFINTEA VI (Belém, Brasilien – 2009)
Die Konferenz war ursprünglich für die Zeit vom 19. bis 22. Mai 2009 geplant, wurde aber aufgrund der Verbreitung der „Schweinegrippe“ vertagt. Als neuer Termin wurde zwischen der brasilianischen Regierung und der UNESCO 1. bis 4. Dezember 2009 vereinbart.
Motto: „Living and Learning for a Viable Future: The Power of Adult Learning“ („Leben und Lernen für eine lebenswerte Zukunft: Die Kraft der Erwachsenenbildung“).
Das als Ergebnis der CONFINTEA V etablierte ganzheitliche Verständnis von Erwachsenenbildung und non-formaler Bildung stellt den Ausgangspunkt der sechsten Konferenz dar. Die weltweite Anerkennung dieser als Elemente des lebenslangen Lernens soll gefestigt und ausgebaut werden. Außerdem soll bewertet werden, inwiefern die 1997 formulierten Ziele erreicht wurden. Um die praktische Umsetzung der vergangenen und zukünftigen Beschlüsse zur Erwachsenenbildung zu gewährleisten, sollen im Rahmen der CONFINTEA VI entsprechende Implementierungsmaßnahmen und Bewertungsmaßstäbe entwickelt werden.
Erwachsenenbildung, lebenslanges Lernen und Alphabetisierung sind insofern Schlüsselthemen als sie Voraussetzung für den Umgang mit neuen Technologien im Informationszeitalter sind und eine herausragende Rolle bei der Lösung globaler Probleme spielen, wie sie Armut, Ausgrenzung, Migration, Umweltverschmutzung, Klimawandel, Lebensmittelknappheit, mangelnde Ressourcen, HIV/AIDS und andere Epidemien darstellen.
Der vorbereitende Prozess beinhaltet regionale Konferenzen in allen fünf Weltregionen, auf denen abschließende Dokumente beschlossen wurden, auf Grundlage derer die regionenübergreifende Diskussion geführt werden soll. Die einzelnen UNESCO-Mitgliedsstaaten fertigten dafür Nationalberichte an, die bei der Ausarbeitung der Regionaldarstellung zur Erwachsenenbildung berücksichtigt werden und schließlich die Grundlage für den Global Report of Adult Education – GRALE (Weltweiter Bericht zur Erwachsenenbildung) sind.

### Vorbereitende Konferenzen (chronologisch)
- Für Lateinamerika und die Karibik: 10.–13. September 2008 in Mexiko-Stadt (Mexiko)
- Für Asien und Pazifik: 6.–8. Oktober 2008 in Seoul (Südkorea)
- Für Afrika: 5.–7. November 2008 in Nairobi (Kenia)
- Für Europa, Nordamerika und Israel: 3.–5. Dezember 2008 in Budapest (Ungarn)
- Für die Arabischen Staten: 5.–7. Januar 2009 in Tunis (Tunesien)

### Ziele
Das Kernziel der sechsten internationalen Konferenz zur Erwachsenenbildung besteht in der Annäherung von Erwachsenenbildung und non-formaler Bildung an bestehende internationale Programme zur Entwicklung und Bildung (z. B. Education for all/Bildung für alle – EFA, die Weltalphabetisierungsdekade – UNLD, die Weltdekade „Bildung für eine nachhaltige Entwicklung“ – DESD, Literacy Initiative for Empowerment – LIFE, die Millenniumsziele der Vereinten Nationen – MDGs) sowie in der Integration von Erwachsenen- und non-formaler Bildung in nationale Entwicklungsstrategien. Als wichtiges Element soll auch Zukunftsfähigkeit / nachhaltige Entwicklung im thematischen Zusammenhang bedacht werden.
Die folgenden Ziele sollen erreicht werden:
- Die Anerkennung der Erwachsenenbildung als grundlegendes Element des lebenslangen Lernens – dessen Basis die Alphabetisierung ist – zu fördern;
- Die zentrale Rolle der Erwachsenenbildung in der Realisierung der internationalen Bildungs- und Entwicklungsinitiativen (Bildung für alle, Weltalphabetisierungsdekade, Millenniumsziele) zu unterstreichen;
- Das politische Engagement zu erneuern und wirksame Instrumente zur politischen Umsetzung zu entwickeln, um konkretes bildungspolitisches Handeln anzuregen.

### Organisation
Das UNESCO-Institut für Lebenslanges Lernen (UIL) koordiniert den Vorbereitungsprozess für CONFINTEA VI in enger Zusammenarbeit mit dem UNESCO-Hauptquartier und UNESCO Brasilia Office sowie dem Bildungsministerium des Gastgeberlandes Brasilien.
Das UIL wird bei der Ausarbeitung des inhaltlichen Konzepts unterstützt durch ein Beratergremium, das aus Experten für Erwachsenenbildung und non-formale Bildung besteht.